# أكيلا (كتاب الأدغال)
أكيلا (ويُسمى أيضًا الذئب الوحيد أو الذئب الكبير) هو شخصية خيالية في قصص روديارد كبلينغ، كتاب الأدغال (1894) وكتاب الأدغال الثاني (1895). هو زعيم قطيع الذئاب الهندية في سيوني ويدير اجتماعات مجلس القطيع. في أحد تلك الاجتماعات، يتبنى القطيع الطفل البري ماوكلي ويصبح أكيلا أحد مرشديه.
أكيلا تعني "منفرد أو وحيد" في اللغة الهندية. كما يُطلق عليه كيبلينغ أيضًا اسم الذئب الوحيد.
يصور كيبلينغ أكيلا بصفات رجل إنجليزي نبيل. ويتجلى ذلك من خلال تكرار إشاراته إلى شرف القطيع. إنه كبير الحجم ورمادي اللون ويقود القطيع بفضل قوته ومكره.

## تاريخ الشخصية
بعد تسع أو عشر سنوات من تبني ماوكلي، خطط عدوه النمر شير خان، بمساعدة بعض الذئاب الشابة التي أقنعها بمناصرته، للإطاحة بأكيلا حتى لا يستطيع الدفاع عن ماوكلي. من المعتاد في القطيع أن يتم طرد الذئب الذي يصبح كبيرًا في السن على الصيد أو قتله. أكيلا ليس عاجزًا أبدًا، لكن الذئاب الشابة تدفع عمدًا نحوه غزالاً صغيراً وصحياً، وهم يعلمون أنه لن يكون قادرًا على الإمساك به. عندما اجتمع المجلس للإطاحة بأكيلا، دافع عنه ماوكلي بفرع مشتعل وطرد شير خان وحلفاءه.

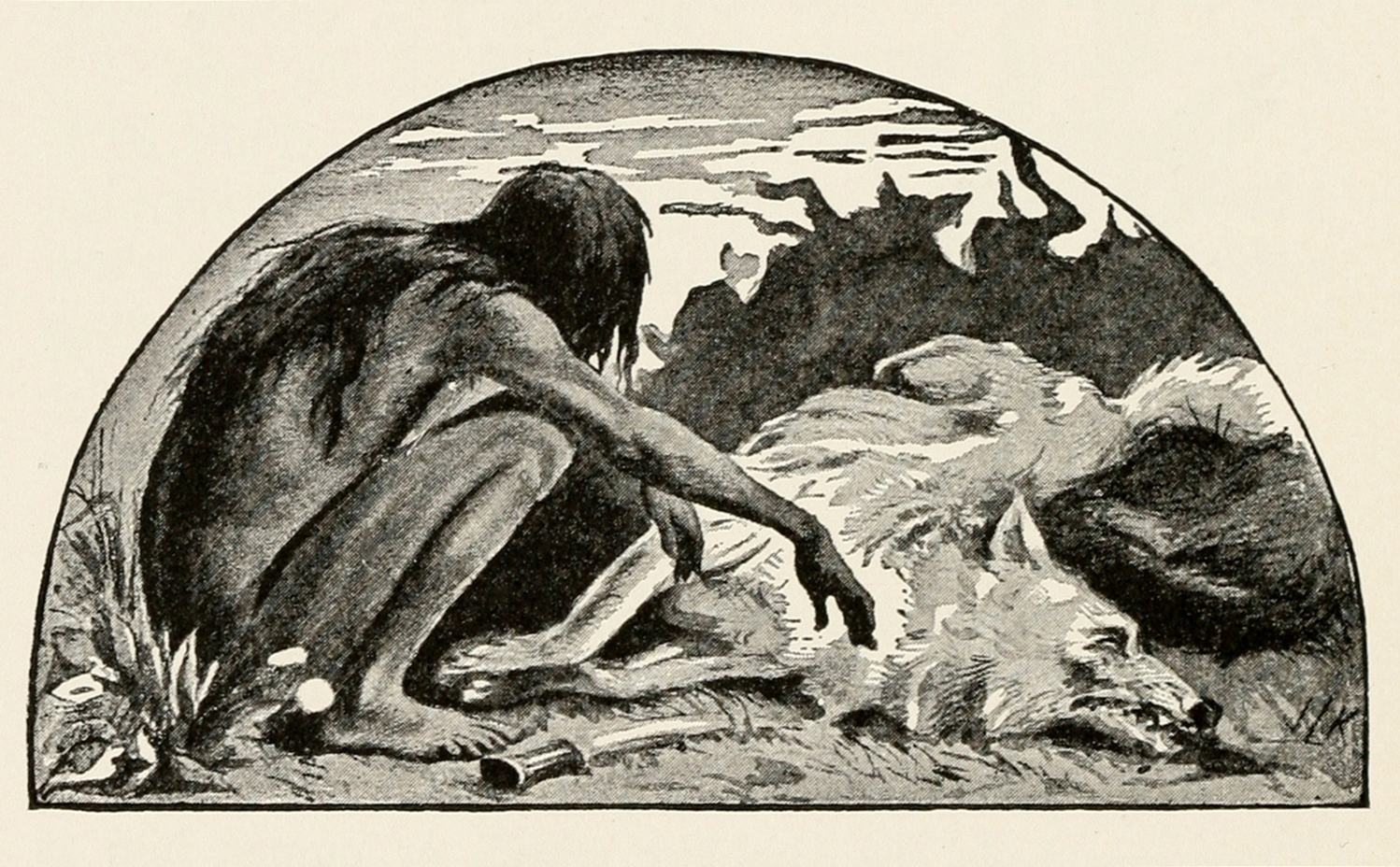
موت أكيلا بعد معركته مع الكلاب البرية، كما هو موضح في الصفحة 280 من طبعة عام 1895 من كتابي الأدغال لروديارد كبلينغ.

بعد رحيل شير خان، يتوسل قطيع الذئاب الباقية إلى أكيلا للبقاء، لكنه يرفض أن يظل زعيم القطيع ويقرر الصيد وحده. يصبح فاو الزعيم الجديد للقطيع، ويعود ماوكلي إلى المجتمع البشري، على الأقل لفترة من الوقت، وأكيلا يصطاد وحده. خلال هذه الفترة، يساعد أكيلا ماوكلي في قتل شيري خان بمساعدة قطيع الجاموس المائي من القرية البشرية.
بعد عدة سنوات، عندما تم رفض ماوكلي من قبل المجتمع البشري وتعرض القطيع للتهديد بالانقراض بسبب قطيع من الكلاب البرية، ينضم أكيلا إلى المعركة ويقاتل حتى الموت، ويموت أخيرًا في صحبة ماوكلي ("الكلب الأحمر"، في كتاب الأدغال الثاني ). فعل أكيلا ذلك من أجل حب ماوكلي، وكانت وفاته عاملًا رئيسيًا في قرار ماوكلي النهائي بالعودة إلى المجتمع البشري في سن السابعة عشر.

## ديزني
- في فيلم الرسوم المتحركة الذي أنتجته شركة ديزني عام 1967، يلعب أكيلا (بصوت جون أبوت) دورًا قصيرًا فقط في بداية الفيلم، عندما يجتمع مجلس الذئاب بعد عودة شيري خان إلى الأدغال ليقرروا ما يجب فعله بشأن مستقبل ماوكلي. بعد الاعتراف بتهديد شيري خان بأنفسهم، يقررون إرسال ماوكلي بعيدًا، ويتطوع باغيرا ليأخذ ماوكلي إلى قرية البشر.
- يظهر أكيلا الأصغر سنًا في حلقة من سلسلة الرسوم المتحركة أشبال الأدغال، التي تستعرض شخصيات الحيوانات في شبابهما (بصوت روب بولسن). في حلقة "قدوم الذئاب"، يهرب أكيلا وليا (بصوت كاث سوسي) من قطيعهم القديم لأن زعيم القطيع كين (بصوت جيم كامينجز) يريد ليا لنفسه، مما يجبر الذئبين الصغيرين على الهروب واللجوء إلى المعبد القديم الذي يستخدم كمنزل للأشبال. رغم اعتراض شيرخان في البداية على وجودهما عندما وصل بقية القطيع، يوافق الأشبال الشباب على مساعدة أكيلا وليا، وطرد بقية القطيع بينما يقاتل أكيلا كين ويهزمه. في نهاية الحلقة، يصبح أكيلا وليا والدي مجموعة من جراء الذئاب، وتتولى الحيوانات الأخرى دور الأوصياء. رغم قربهم الواضح من الأشبال الآخرين في هذه الحلقة، لم يظهر أكيلا وليا مرة أخرى في السلسلة.
- يلعب أكيلا دورًا أكبر في فيلم ديزني الحي كتاب الأدغال: قصة ماوكلي [الإنجليزية]‏، بصوت كلانسي براون.[7] في هذا التعديل، يُعتبر أيضًا والد العائلة التي تبنت ماوكلي وزوج راكشا.
- في الفيلم الهجين الذي تم إنتاجه عام 2016 والذي يجمع بين الرسوم المتحركة الواقعية والرسوم المتحركة بالحاسوب ، يقوم جيانكارلو إسبوزيتو بتأدية صوت أكيلا. في مقابلة، يصف إسبوزيتو شخصيته بأنها الأب الشرس لقطيع الذئاب وبأنه "قوي ومحنك" بالإضافة إلى كونه "قائدًا عظيمًا ومعلمًا حكيمًا"، يرحب بماوكلي في قطيعه، ولكنه في نفس الوقت قلق من أن ماوكلي قد يعرّض سلامة القطيع للخطر في المستقبل.[8] في الفيلم، يتبنى أكيلا ماوكلي في قطيعه بعد أن انقذه باغيرا. ولكن بعد سنوات، يهدد شيري خان قطيع الذئاب عند رؤيته لماوكلي في تجمع عند بركة المياه أثناء الجفاف. يتسبب هذا في نشوب خلاف حول ما إذا كان يجب على ماوكلي مغادرة القطيع، لكن ماوكلي يقرر المغادرة لحمايتهم قبل اتخاذ قرار. عند عودة شيري خان، يخبره أكيلا بأن ماوكلي قد غادر. ثم يقتل شيري خان أكيلا بإلقائه من على جرف ويتولى قيادة قطيع الذئاب. لموت أكيلا آثار واسعة النطاق، حيث ينتشر الخبر عبر الغابة حتى يسمع ماوكلي بمقتله من الملك لوي ويقرر الانتقام له. يتم الانتقام لأكيلا عندما يقتل ماوكلي شيري خان بجعله يسقط في حفرة نيران تحت شجرة. بعد ذلك، تحل راكشا محل أكيلا كقائدة جديدة للقطيع.

## التعديلات الأخرى
- يُعَدّ أكيلا شخصية رئيسية أيضًا في مسلسل ماوكلي فتى الأدغال ، الياباني، حيث يقوم يوزورو فوجيموتو بتأدية صوته في النسخة اليابانية ووالتر ماسي في النسخة الإنجليزية المدبلجة. أكيلا هو قائد قطيع الذئاب ولكن، مع تقدمه في العمر، يوافق على تمرير القيادة لخليفة جدير. عندما يهزم ألكساندر البنس فيرمليون في مسابقة، ينقل أكيلا القيادة إلى ألكساندر بينما يغادر فيرمليون القطيع. ومع ذلك، بعد وفاة ألكساندر، يستعيد أكيلا دوره كقائد. خلال المسلسل، يعود فيرمليون ليتولى قيادة القطيع، لكنه يغادر لاحقًا لقيادة قطيع ذئاب آخر في السهول. لذلك، يتولى أكيلا القيادة مرة أخرى، ولكن بما أنه أصبح هزيلاً وكبيرًا جدًا ليكون قائدًا نشطًا، يبقى في كهفه معظم اليوم. فيما بعد، تتولى لوري القيادة من أكيلا، لكنه يبقى كمستشار ويُعطى لقب "الذئب العجوز الحكيم". في نهاية المسلسل، يُصاب أكيلا بجروح بليغة في معركة ضد قطيع من بنات آوى، وعلى الرغم من أنه يتعافى من الجروح، فإنه يُضعَف بشدة من القتال ويموت قريبًا.
- في فيلم ماوكلي: أسطورة الغابة، يقوم بيتر مولان بتأدية صوت أكيلا. يقوم هو وقطيعه بتبني ماوكلي وحمايته من شير خان وتاباكي. يصرح شير خان لأكيلا بأنه سيعود للمطالبة بأراضيه في اليوم الذي يفشل فيه أكيلا في صيد فريسته. بعد سنوات، يحدث ذلك عندما يفشل أكيلا في اصطياد غزال. عندما يصل شير خان وتاباكي، ينجحان في ضم بعض الذئاب إلى صفهما ويتم تحدي أكيلا. يستخدم ماوكلي النار لطردهم، لكنه يشعر بالعار في نظر أكيلا، الذي يخبره بأسى أن يغادر القطيع فورًا. سريعًا، يطرد شير خان وأتباعه أكيلا وداعميه إلى حافة الغابة. عندما يسعى ماوكلي للمساعدة في هزيمة شير خان، يرفض أكيلا ذلك لأنه سيكسر قانون الغابة. ومع ذلك، خلال المبارزة بين شير خان وماوكلي خارج قرية البشر، يغيّر أكيلا موقفه وينقذ ماوكلي من النمر، لكن في تلك اللحظة يتلقى رصاصة كانت موجهة لشير خان من الصياد جون لوكوود. قبل أن يموت أكيلا، يعترف بأخطائه ويعتذر عن تخليه عن ماوكلي ويمنحه مباركته لقيادة كائنات الغابة وقطيع الذئاب.
- في المسلسل الكرتوني السوفييتي مغامرات ماوكلي، يقوم ليف لوبيسكي ويوري بوزيريوف بتأدية صوت أكيلا. وفي الإنتاج المشترك الروسي-الأمريكي لعام 1996 والموجه للجمهور الناطق بالإنجليزية، يقوم ديفيد كاي بأداء صوته.